# Aeroportul Municipal Emporia
Aeroportul Municipal Emporia (IATA: EMP, ICAO: KEMP, FAA LID: EMP) este un aeroport din Kansas, Statele Unite ale Americii ce deservește zona Emporia⁠(d). Aeroportul a fost tranzitat în 2019 de 12 pasageri. A fost deschis în decembrie 1944 și numit după zona deservită.
Situat la o altitudine de 368 m, aeroportul dispune de 2 piste.

## Infrastructură

### Piste
Aeroportul dispune de 2 piste. Pista 01/19 are dimensiunile 4.999 picioare × 100 picioare. Pista 06/24 are suprafața de Iarbă și dimensiunile 3.881 picioare × 300 picioare. 